# Paseo de Catalina de Ribera
El paseo de Catalina de Ribera es una zona ajardinada situada junto al barrio Santa Cruz entre la muralla del Alcázar y la Ronda Histórica, en Sevilla, Andalucía, España. Están unidos a los jardines de Murillo. Ambos fueron acondicionados como tal a comienzos del siglo XX y catalogados como Bien de Interés Cultural de forma conjunta en 2002. Destacan el monumento a Cristóbal Colón y el de monumento a Catalina de Ribera. A su noroeste están los jardines de Murillo. Fue catalogado como Bien de Interés Cultural en 2002.

## Historia
En 1860 la institución de Real Patrimonio cedió al Ayuntamiento un terreno extramuros cerca del Alcázar para la ampliación del campo de la Feria de Abril, que hasta 1973 se celebraba cerca de ese lugar, en el Prado de San Sebastián. Entre el recinto ferial y el alcázar quedó una franja de terreno sin uso de propiedad municipal. A lo largo del siglo XIX esa zona se conocía como paseo del Pino, porque había un gran pino piñonero. En 1895 pasó a denominarse oficialmente paseo de Catalina de Ribera. Catalina de Ribera fue una sevillana del siglo XVI, miembro de una de las familias nobiliarias más importantes de la ciudad y que realizó importantes obras filantrópicas.
En 1898 se plantaron árboles en hileras en esa franja. El paseo vino a ser conocido también como paseo de los Lutos, por ser entonces una zona apartada por donde paseaban las familias con algún fallecido. El apodo cayó en desuso cuando, a comienzos del siglo XX, se puso mucha jardinería, dándole el aspecto de continuador del parque de María Luisa.

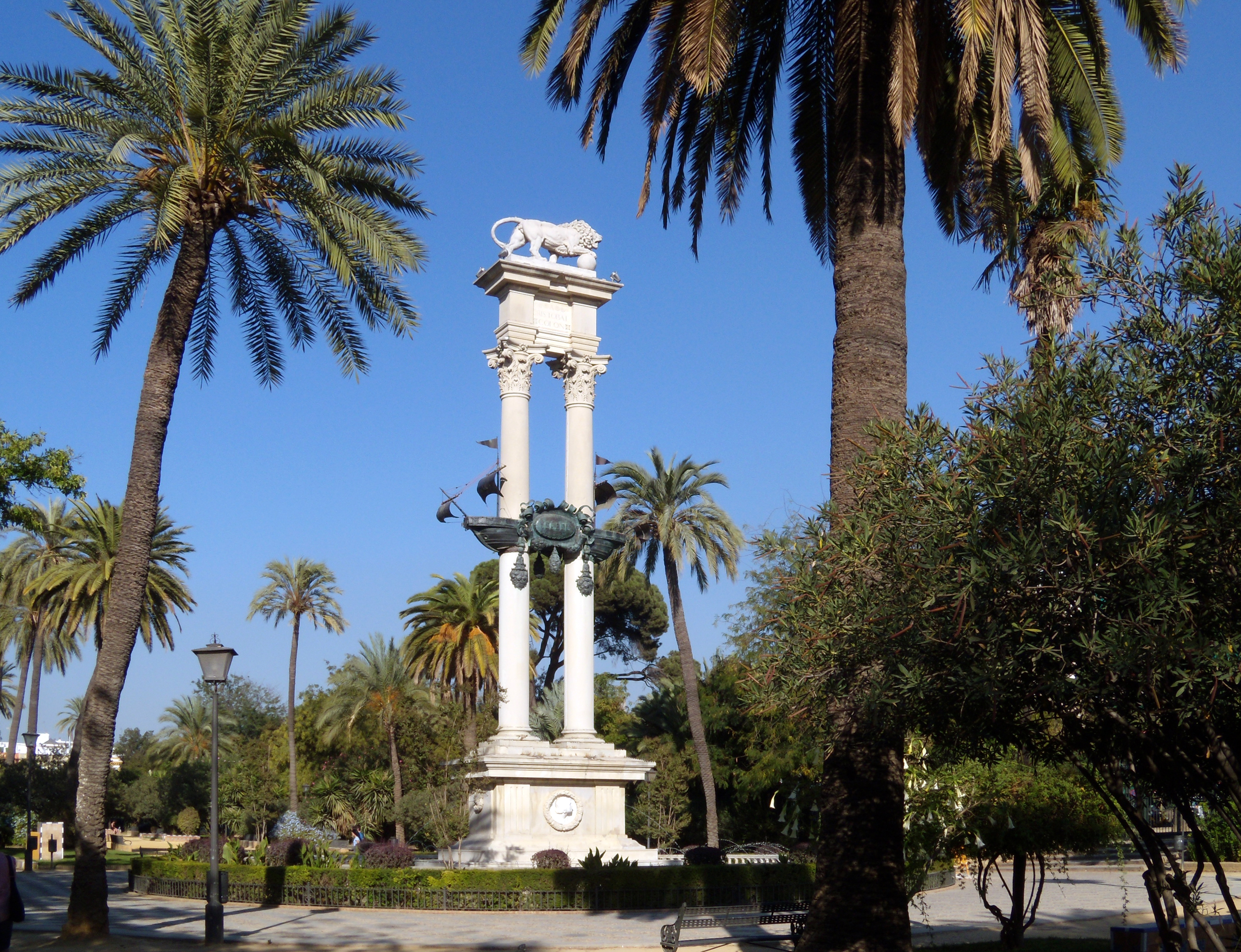
Monumento a Cristóbal Colón en el paseo.

En 1920 se hicieron arriates, canastillos de plantas, bancos de obra alicatados. Juan Talavera y Heredia tomó unos pedestales con sus maceteros de los jardines de Cristina para hacer un semicírculo en la entrada sur del paseo.
En 1921 se colocó en el muro que separa el paseo de los Alcázares un monumento a Catalina de Ribera. A partir de 1917 José Laguillo y Bonilla impulsó la creación de un monumento a Colón, que fue diseñado por Juan Talavera y Heredia y el león de la parte superior fue realizado por Lorenzo Coullaut Valera.
En 1921 se construyó al norte del paseo un pabellón para servir de estafeta de correos.

## Características
Tiene 18 250 metros cuadrados. Abundan las palmeras datileras y canarias (phoenix dactilifera y canariensis), las jacarandas (jacaranda mimosaefolia), el jazmín (jazminum officinale) y las adelfas (nerium oleander), entre otras especies.